# Carol Sherriff
Carol Sherriff (20 ottobre 1946) è un'ex tennista australiana.
È conosciuta anche come Carol Zeeman.

## Carriera
Nei tornei del Grande Slam ha ottenuto il suo miglior risultato raggiungendo i quarti di finale di doppio agli Australian Open nel 1966, 1971, 1976, all'Open di Francia nel 1968, e a Wimbledon nel 1969, e di doppio misto agli Australian Championships nel 1966.